# (2937) Гиббс
(2937) Гиббс (лат. Gibbs) — небольшой астероид, который относится к группе астероидов пересекающих орбиту Марса. Он был открыт 14 июня 1980 года американским астрономом Эдвардом Боуэллом в обсерватории Андерсон Меса и назван в честь известного американского учёного Джозайя Гиббса.

Орбита астероида Гиббс и его положение в Солнечной системе
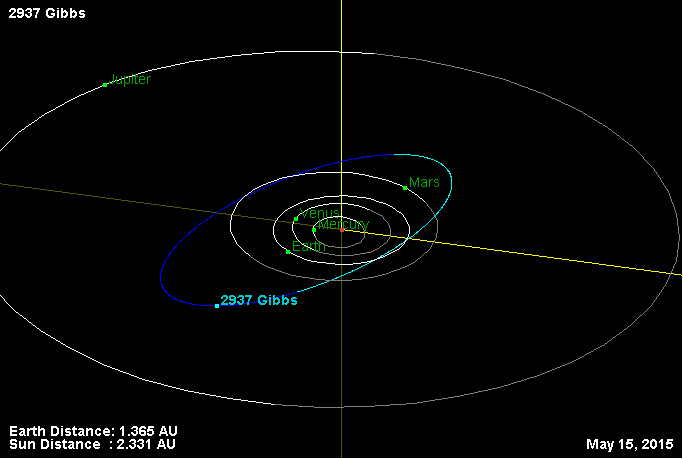
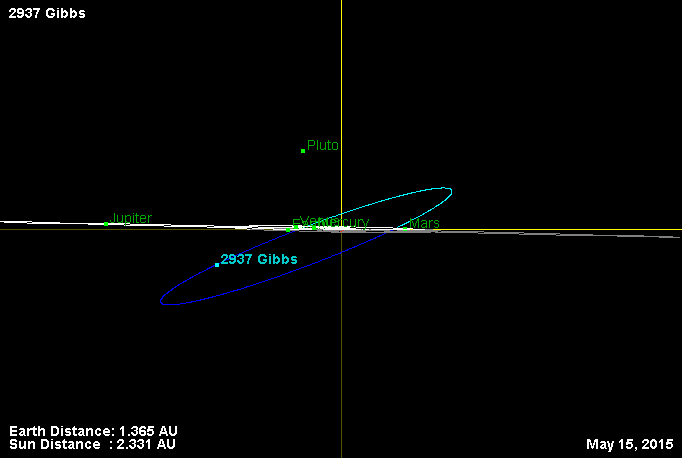